# 宮崎口駅
宮崎口駅（みやざきぐちえき）は、愛知県幡豆郡吉田町大字乙川（現、西尾市吉良町乙川）にあった、名古屋鉄道蒲郡線の駅。
三河鉄道が三河鳥羽駅まで延伸するにあたり、途中駅の誘致運動は富好地内の真正寺前に駅を設置する運動が行われていたが、これは実現せず、宮崎海岸（宮崎海水浴場）への交通の便を図る目的から富好より東方の乙川地内に宮崎口停留所として設置されることになった。
しかし、駅から海水浴場までは3km以上の距離があり、西尾・上横須賀・三河吉田（吉良吉田）駅から発着する路線バスや吉田港からの渡船を利用する海水浴客の方が多かった。その後宮崎口駅は太平洋戦争中の1944年、節電のために営業休止となり、その後復活することなく1970年10月5日に廃止された。

## 歴史
- 1929年（昭和4年）8月11日 - 三河鉄道が三河吉田 - 三河鳥羽間を延伸開業した際に、宮崎口停留所として仮設[1]。
- 1935年（昭和10年）1月22日 - 正式開業[1]。
- 1941年（昭和16年）6月1日 - 名古屋鉄道が三河鉄道を合併、同社三河線の駅となる。
- 1944年（昭和19年） - 営業休止[2]。
- 1948年（昭和23年）5月16日 - 休止中の三河吉田 - 蒲郡間の線名変更により、名鉄蒲郡線の駅となる。
- 1970年（昭和45年）10月5日 - 廃止[2]。

## 駅周辺
- 宮崎海岸
  - 吉良ワイキキビーチ（吉良海水浴場）
    - 宮崎海水浴場
    - 恵比寿海水浴場

  - 吉良温泉
  - 吉田港
- 正法寺古墳

## 隣の駅
所属路線、隣の駅は営業時代のもの。
名古屋鉄道
三河線
三河吉田駅 - 宮崎口駅 - 三河鳥羽駅